# Gwiazdozbiór Trójkąta
Trójkąt (łac. Triangulum, dop. Trianguli, skrót Tri) – gwiazdozbiór nieba północnego, 78. co do wielkości, którego trzy najjaśniejsze gwiazdy tworzą figurę wydłużonego trójkąta. Trójkąt jest co prawda jedenastą z kolei najmniejszą konstelacją na niebie, ale jest w niej M33 – pokazowa galaktyka. Położony w obszarze nieba pomiędzy Andromedą i Baranem oraz Perseuszem i Rybami. Jest to jedna z 48 konstelacji opisanej w dziele Almagest Ptolemeusza. W Polsce widoczny od lata do zimy. Liczba gwiazd dostrzegalnych nieuzbrojonym okiem: około 15.
Istnieje również gwiazdozbiór nieba południowego o nazwie Trójkąt Południowy (łac. Triangulum Australe).

## Pochodzenie nazwy
Chociaż konstelacja była opisywana już w 270 roku przed naszą erą, to ma niewiele wspólnego z mitologią oprócz może bardzo luźnego związku z trójkątnym kształtem Sycylii, o której wiadomo, że bogini Demeter błagała Jowisza, by umieścił ją na niebie. Dawni astronomowie greccy zauważali jej podobieństwo do wielkiej litery Delta (Δ). Niektórzy autorzy wiążą ją z Deltami rzek, w szczególności z deltą Nilu. W starożytnym Babilonie określana była mianem Pługa. W zasadzie swoją nazwę konstelacja zawdzięcza regularnemu kształtowi.

## Jak odnaleźć konstelację
Gwiazdy tworzące zarys Trójkąta są dość jasne. Należy odszukać na niebie Almach (γ And), następnie podążając na południe nad gwiazdozbiorem Barana, odnaleźć gwiazdy należące do konstelacji Trójkąta.

## Gwiazdy Trójkąta
- Żółtobiała gwiazda Alfa Trianguli (α Tri) (Mothallah)[3] odległa o 64 lata świetlna od Słońca[5].
- Najjaśniejszy składnik konstelacji to Beta Trianguli, biała gwiazda odległa o 124 lata świetlne[5].
- Niebieskobiała gwiazda Gamma Trianguli (γ Tri) znajduje się w odległości 118 lat świetlnych od Słońca[5].
- Gwiazda Epsilon Trianguli (ε Tri) to układ podwójny gwiazd oddalony od Słońca o 370 lat świetlnych. Składnik A – gwiazda ciągu głównego o jasności 5,5m oraz składnik B oddalony o 4′ i jasności 11m.
- Gwiazda Jota Trianguli (ι Tri) – układ podwójny składający się z gwiazd o jasności 5,2 i 6,6m. Pierwszy składnik, typ widmowy G0, jest oddalony od drugiego o 4 sekundy łuku.
- Ciekawy obiekt to 6 Trianguli, żółta gwiazda o jasności 5,2m z jej siódmej wielkości towarzyszem, widocznym przez mały teleskop.
- Gwiazda R Trianguli to czerwony olbrzym o typie widmowym M4 IIIe należący do gwiazd zmiennych typu Omikron Ceti. Obserwowana zmiana jasności mieści się w zakresie 5,4 – 12,6m. Okres zmienności – 267 dni[4].

## Interesujące obiekty
- Galaktyka Trójkąta (Messier 33) to galaktyka spiralna należąca do Grupy Lokalnej Galaktyk. Po naszej Galaktyce i Wielkiej Galaktyce w Andromedzie jest trzecią co do wielkości galaktyką w grupie. Znajduje się prawie trzy miliony lat świetlnych od Słońca. Jej masę oszacowano między 10. a 40. miliardów mas Słońca. Tylko przy bardzo dobrej pogodzie można ją zobaczyć nieuzbrojonym okiem[4]. W teleskopie wygląda jak mgiełka o średnicy około jednego stopnia. Fotografie ukazują wyraźną strukturę spiralną, wiele lokalnych zagęszczeń i chmur gwiezdnych w ramionach, gdzie powstają gwiazdy[1].

## Planety pozasłoneczne
Dotychczas (2015) wokół trzech gwiazd odkryto egzoplanety, będące obiektami podobnymi do naszego Jowisza.